# Лига чемпионов УЕФА 2018/2019. Плей-офф
Стадия плей-офф Лиги чемпионов УЕФА 2018/2019 началась 12 февраля и закончилась 1 июня 2019 года. Финальный матч состоится 1 июня 2019 года на стадионе «Метрополитано» в Мадриде. В плей-офф принимали участие 16 клубов, занявших первые два места в группах на групповом этапе. Начиная со стадии плей-офф, впервые в рамках Лиги чемпионов УЕФА, применяется система видеопомощи арбитрам (VAR).
Время указано по CET/CEST, в соответствии с правилами УЕФА (местное время, если отличается, указано в скобках).

## Участники
В плей-офф приняло участие 16 клубов, занявших первые два места в восьми группах группового этапа
| Группа | Победитель (сеянные) | 2-е место (несеянные) |
| ------ | -------------------- | --------------------- |
| A      | Боруссия Дортмунд    | Атлетико Мадрид       |
| B      | Барселона            | Тоттенхэм Хотспур     |
| C      | Пари Сен-Жермен      | Ливерпуль             |
| D      | Порту                | Шальке 04             |
| E      | Бавария              | Аякс                  |
| F      | Манчестер Сити       | Олимпик Лион          |
| G      | Реал Мадрид          | Рома                  |
| H      | Ювентус              | Манчестер Юнайтед     |

## Формат
Каждый этап в раунде плей-офф, кроме финала, разыгрывается в двухматчевом формате, при этом каждая команда играет одну игру дома и на выезде. Команда, которая забивает больше голов в сумме за два этапа, проходит в следующий раунд. Если совокупный счёт равен, то применяется правило выездного гола, то есть команда, которая забивает больше голов в гостях. Если выездные голы также равны, то играется дополнительное время. Правило выездных голов снова применяется после дополнительного времени. Если в дополнительное время забиты голы, а общий счёт всё ещё равен, то гостевая команда проходит дальше благодаря большему количеству забитых голов. Если в дополнительное время не забито ни одного гола, то победители определяются в серии пенальти. В финале, который играется одним матчем, если счёт равен в конце основного времени, то проводится дополнительное время, а затем серия пенальти, если счёт остаётся равным.
Механизм розыгрыша каждого раунда выглядит следующим образом:
- В жеребьёвке 1/8 финала 8 победителей групп сеются, а 8 участников, занявших вторые места, являются несеяными. Сеяные команды играют против несеяных команд. На этом этапе команды из одной группы или одной ассоциации не могут играть друг против друга.
- В жеребьёвках четвертьфиналов и полуфиналов нет никаких ограничений, и команды из одной группы или одной ассоциации могут сыграть друг против друга. Поскольку жеребьёвки четвертьфиналов и полуфиналов проводятся вместе до начала четвертьфиналов, то имена победителей четвертьфиналов на момент жеребьёвки полуфиналов неизвестны. Также проводится дополнительная жеребьёвка, для определения номинального хозяина финала (в административных целях, поскольку он играется на нейтральном поле).

## Жеребьёвка
Все процедуры жеребьёвки были проведены в штаб-квартире УЕФА в Ньоне, Швейцария.
| Раунд          | Жеребьёвка      | Первый матч                                            | Ответный матч                                          |
| -------------- | --------------- | ------------------------------------------------------ | ------------------------------------------------------ |
| 1/8 финала     | 17 декабря 2018 | 12/13 и 19/20 февраля 2019 года                        | 5/6 и 12/13 марта 2019 года                            |
| Четвертьфиналы | 15 марта 2019   | 9/10 апреля 2019 года                                  | 16/17 апреля 2019 года                                 |
| Полуфиналы     | 15 марта 2019   | 30/1 апреля-мая 2019 года                              | 7/8 мая 2019 года                                      |
| Финал          | 15 марта 2019   | 1 июня 2019 года на стадионе «Метрополитано» в Мадриде | 1 июня 2019 года на стадионе «Метрополитано» в Мадриде |

## 1/8 финала
Жеребьёвка состоялась 17 декабря 2018 года, в 12:00 CET.

### Сводная таблица
Первые матчи были сыграны 12, 13, 19 и 20 февраля, ответные 5, 6, 12 и 13 марта 2019 года.

| Команда 1         | Итог           | Команда 2         | 1-й матч | 2-й матч |
| ----------------- | -------------- | ----------------- | -------- | -------- |
| Шальке 04         | 2:10           | Манчестер Сити    | 2:3      | 0:7      |
| Атлетико Мадрид   | 2:3            | Ювентус           | 2:0      | 0:3      |
| Манчестер Юнайтед | 3:3 (г. в.)    | Пари Сен-Жермен   | 0:2      | 3:1      |
| Тоттенхэм Хотспур | 4:0            | Боруссия Дортмунд | 3:0      | 1:0      |
| Олимпик Лион      | 1:5            | Барселона         | 0:0      | 1:5      |
| Рома              | 3:4 (доп. вр.) | Порту             | 2:1      | 1:3      |
| Аякс              | 5:3            | Реал Мадрид       | 1:2      | 4:1      |
| Ливерпуль         | 3:1            | Бавария           | 0:0      | 3:1      |

### Матчи
| Шальке 04                       | 2:3     | Манчестер Сити                       |
| ------------------------------- | ------- | ------------------------------------ |
| Бенталеб 38′ (пен.), 45′ (пен.) | (отчёт) | 18′ Агуэро · 85′ Сане · 90′ Стерлинг |

| Манчестер Сити                                                                          | 7:0     | Шальке 04 |
| --------------------------------------------------------------------------------------- | ------- | --------- |
| Агуэро 35′ (пен.), 38′ · Сане 42′ · Стерлинг 56′ · Б. Силва 71′ · Фоден 78′ · Жезус 84′ | (отчёт) |           |

| Атлетико Мадрид         | 2:0     | Ювентус |
| ----------------------- | ------- | ------- |
| Хименес 78′ · Годин 83′ | (отчёт) |         |

| Ювентус                                | 3:0     | Атлетико Мадрид |
| -------------------------------------- | ------- | --------------- |
| Криштиану Роналду 27′, 49′, 86′ (пен.) | (отчёт) |                 |

| Манчестер Юнайтед | 0:2     | Пари Сен-Жермен           |
| ----------------- | ------- | ------------------------- |
|                   | (отчёт) | 53′ Кимпембе · 60′ Мбаппе |

| Пари Сен-Жермен | 1:3     | Манчестер Юнайтед                     |
| --------------- | ------- | ------------------------------------- |
| Бернат 12′      | (отчёт) | 2′, 30′ Лукаку · 90+3′ (пен.) Рашфорд |

| Тоттенхэм Хотспур                              | 3:0     | Боруссия Дортмунд |
| ---------------------------------------------- | ------- | ----------------- |
| Сон Хын Мин 47′ · Вертонген 83′ · Льоренте 86′ | (отчёт) |                   |

| Боруссия Дортмунд | 0:1     | Тоттенхэм Хотспур |
| ----------------- | ------- | ----------------- |
|                   | (отчёт) | 48′ Кейн          |

| Олимпик Лион | 0:0     | Барселона |
| ------------ | ------- | --------- |
|              | (отчёт) |           |

| Барселона                                                     | 5:1     | Олимпик Лион |
| ------------------------------------------------------------- | ------- | ------------ |
| Месси 17′ (пен.), 78′ · Коутиньо 31′ · Пике 81′ · Дембеле 86′ | (отчёт) | 58′ Тузар    |

| Рома              | 2:1     | Порту      |
| ----------------- | ------- | ---------- |
| Дзаньоло 70′, 76′ | (отчёт) | 79′ Адриан |

| Порту                                        | 3:1     | Рома                |
| -------------------------------------------- | ------- | ------------------- |
| Соарес 26′ · Марега 52′ · Теллес 117′ (пен.) | (отчёт) | 37′ (пен.) де Росси |

| Аякс     | 1:2     | Реал Мадрид               |
| -------- | ------- | ------------------------- |
| Зиеш 75′ | (отчёт) | 60′ Бензема · 87′ Асенсио |

| Реал Мадрид | 1:4     | Аякс                                       |
| ----------- | ------- | ------------------------------------------ |
| Асенсио 70′ | (отчёт) | 7′ Зиеш · 18′ Нерес · 62′ Тадич · 72′ Шёне |

| Ливерпуль | 0:0     | Бавария |
| --------- | ------- | ------- |
|           | (отчёт) |         |

| Бавария          | 1:3     | Ливерпуль                    |
| ---------------- | ------- | ---------------------------- |
| Матип 39′ (авт.) | (отчёт) | 26′, 84′ Мане · 69′ ван Дейк |

## 1/4 финала
Жеребьевка состоялась 15 марта 2019 года, в 12:00 CET.

### Сводная таблица
Первые матчи были сыграны 9 и 10 апреля, ответные 16 и 17 апреля 2019 года.

| Команда 1         | Итог        | Команда 2      | 1-й матч | 2-й матч |
| ----------------- | ----------- | -------------- | -------- | -------- |
| Аякс              | 3:2         | Ювентус        | 1:1      | 2:1      |
| Ливерпуль         | 6:1         | Порту          | 2:0      | 4:1      |
| Тоттенхэм Хотспур | 4:4 (г. в.) | Манчестер Сити | 1:0      | 3:4      |
| Манчестер Юнайтед | 0:4         | Барселона      | 0:1      | 0:3      |

Примечание
1. ↑  Порядок встреч изменен после жеребьёвки, во избежание конфликта в расписании с матчем «Манчестер Сити» - «Тоттенхэм Хотспур», проходящем в том же городе[23].

### Матчи
| Аякс      | 1:1     | Ювентус               |
| --------- | ------- | --------------------- |
| Нерес 46′ | (отчёт) | 45′ Криштиану Роналду |

| Ювентус               | 1:2     | Аякс                         |
| --------------------- | ------- | ---------------------------- |
| Криштиану Роналду 28′ | (отчёт) | 34′ Ван де Бек · 67′ Де Лигт |

| Ливерпуль              | 2:0     | Порту |
| ---------------------- | ------- | ----- |
| Кейта 5′ · Фирмино 26′ | (отчёт) |       |

| Порту       | 1:4     | Ливерпуль                                         |
| ----------- | ------- | ------------------------------------------------- |
| Милитан 69′ | (отчёт) | 26′ Мане · 65′ Салах · 77′ Фирмино · 84′ Ван Дейк |

| Тоттенхэм Хотспур | 1:0     | Манчестер Сити |
| ----------------- | ------- | -------------- |
| Сон Хын Мин 78′   | (отчёт) |                |

| Манчестер Сити                               | 4:3     | Тоттенхэм Хотспур                  |
| -------------------------------------------- | ------- | ---------------------------------- |
| Стерлинг 4′, 21′ · Б. Силва 11′ · Агуэро 59′ | (отчёт) | 7′, 10′ Сон Хын Мин · 73′ Льоренте |

| Манчестер Юнайтед | 0:1     | Барселона      |
| ----------------- | ------- | -------------- |
|                   | (отчёт) | 12′ (авт.) Шоу |

| Барселона                     | 3:0     | Манчестер Юнайтед |
| ----------------------------- | ------- | ----------------- |
| Месси 16′, 20′ · Коутиньо 61′ | (отчёт) |                   |

## 1/2 финала
Жеребьевка состоялась 15 марта 2019 года, в 12:00 CET (после жеребьевки 1/4 финала).

### Сводная таблица
Первые матчи были сыграны 30 апреля и 1 мая, ответные — 7 и 8 мая 2019 года.

| Команда 1         | Итог        | Команда 2 | 1-й матч | 2-й матч |
| ----------------- | ----------- | --------- | -------- | -------- |
| Тоттенхэм Хотспур | 3:3 (г. в.) | Аякс      | 0:1      | 3:2      |
| Барселона         | 3:4         | Ливерпуль | 3:0      | 0:4      |

### Матчи
| Тоттенхэм Хотспур | 0:1     | Аякс           |
| ----------------- | ------- | -------------- |
|                   | (отчёт) | 15′ Ван де Бек |

| Аякс                  | 2:3     | Тоттенхэм Хотспур     |
| --------------------- | ------- | --------------------- |
| Де Лигт 5′ · Зиеш 35′ | (отчёт) | Моура 55′, 59′, 90+6′ |

| Барселона                   | 3:0     | Ливерпуль |
| --------------------------- | ------- | --------- |
| Суарес 26′ · Месси 75′, 82′ | (отчёт) |           |

| Ливерпуль                          | 4:0     | Барселона |
| ---------------------------------- | ------- | --------- |
| Ориги 7′, 79′ · Вейналдум 54′, 56′ | (отчёт) |           |

## Финал
Финальный матч состоится 1 июня 2019 года на стадионе «Метрополитано» в Мадриде. Номинальный «хозяин» (для административных целей) определился дополнительной жеребьевкой, проводимой после жеребьевки четвертьфинала и полуфинала.
| Тоттенхэм Хотспур | 0:2     | Ливерпуль                   |
| ----------------- | ------- | --------------------------- |
|                   | (отчёт) | 2′ (пен.) Салах · 87′ Ориги |